# 奧得河—尼斯河線

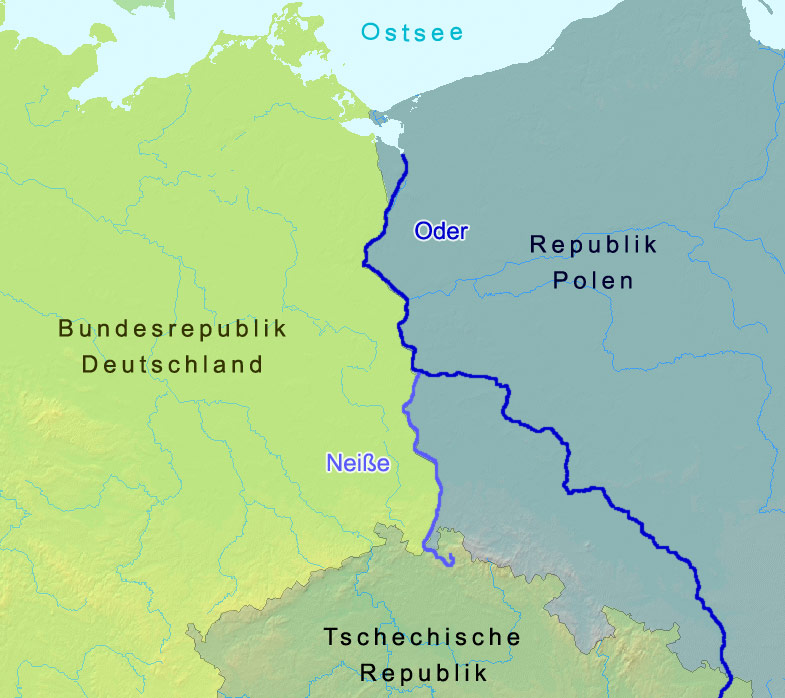
奧得河-尼斯河線

奥得河—尼斯河线（英语：Oder-Neisse line） 是如今德国与波兰的边界。界线主要包含奥得河与尼萨河流域，但又包括了奥得河西岸的波兰城市什切青。

## 界线的历史
第二次世界大战前，波兰接壤德国的边界根据1919年的凡尔赛条约而被订立——它主要按照大波兰的历史边界；原本的省份分界，就根据种族分布而略微修改。但是，波美拉尼亚东部、上西里西亚与馬祖里因此被分割。郊区的斯拉夫人被安置在德国；市区的德国人却被分到波兰。波兰西部边界，更是欧洲数一数二长的边界，并留下但泽自由市与东普鲁士两块外飞地。
1945年，第二次世界大战结束。盟军根据苏联的领土要求，将德波边界西移至今天的奥德河—尼斯河界线—德国失去绝大部分的西里西亚、大部分波美拉尼亚，包括斯德丁（改名为什切青）、勃兰登堡东部及小部分萨克森，失地全归波兰。而且，波兰也得到但泽（改名为格但斯克）及东普鲁士南部，包括馬祖里与瓦尔米亚。苏军其后进行大规模人口转移，几乎把所有德国居民驱逐，安排流落到德国的波兰人返回新占领土定居；此外，由于苏联兼併了波兰东部大片土地，同样被驱逐的波兰人就取代德国人，成为新领地的主人。在斯大林实现蘇聯领土扩张之下，被迫离开家乡的不仅仅是波兰人与德国人。
战时边界更改频繁。1939年，德军入侵波兰，令德国的边界超越1918年的版图；配合德苏互不侵犯条约，斯大林根据寇松线吞并波兰东部，而他的行动在雅爾達會議得到英美承认；1944年，波兰人发动华沙起义，反抗德军侵略而失败。德军破坏华沙，并將七十萬住民驅逐出城。波兰与德国边界被专制决定，加上以上问题，令两国人民难以接受事实、深感愤恨。从人道角度而言，不少波兰人觉得由于波兰受尽蹂躏，又要割让领土给苏联，得到德国领土就算是一种补偿；但亦有人认为，苏军驱逐德国人时，引致不少死伤，不免过于专横、有欠公允。

## 波兰领土的重划

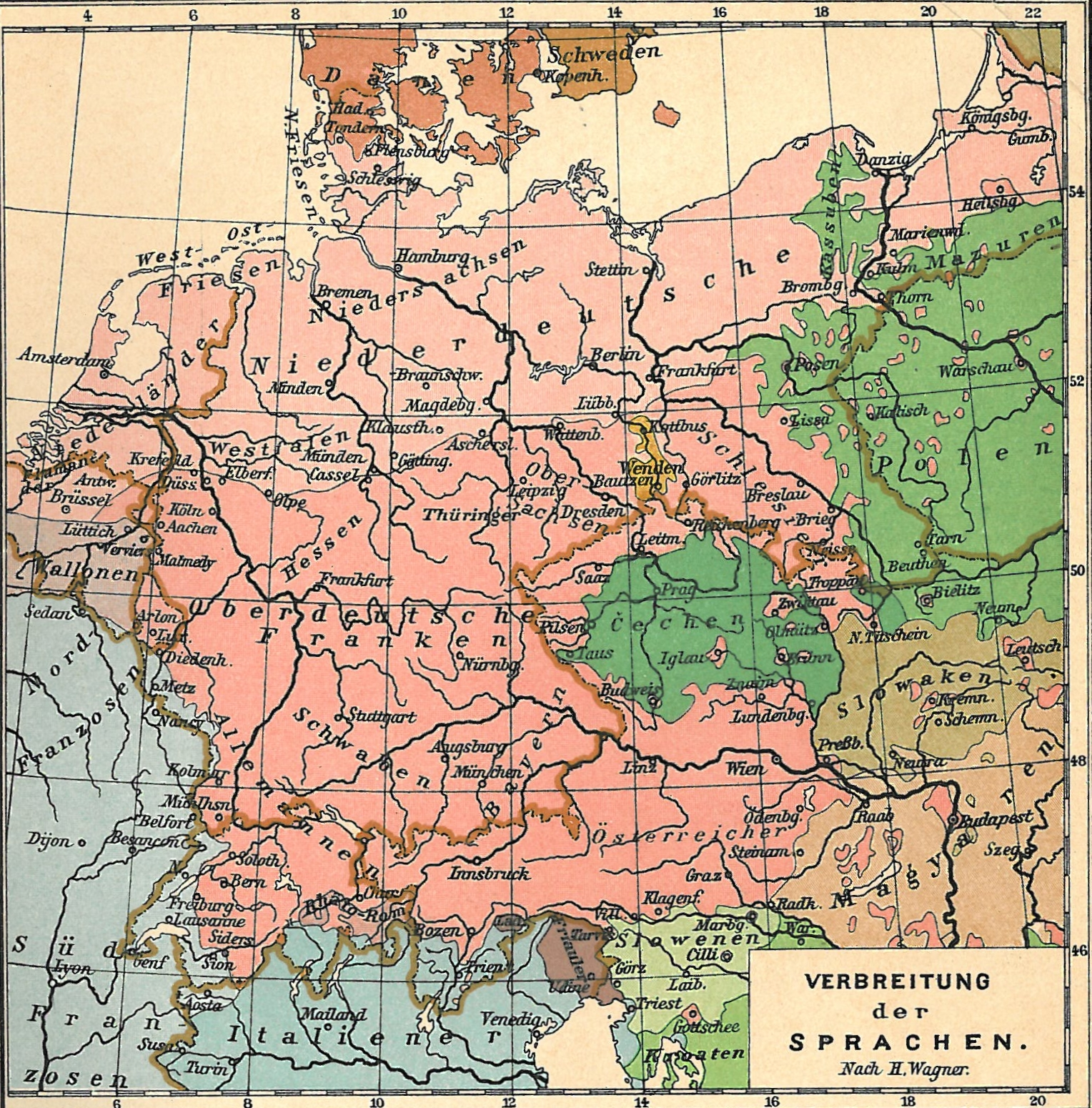
德国东部居民被驱逐前，日耳曼语族人口的分布：西日耳曼语支为红色。

美英与苏联在德国投降前不久，就在雅尔塔会议确立了最终的波兰版图。最初，疆界还未被确定时，美英基本上接受以奥德河作为波兰的西边界线，也赞成以人口转移解决领土纷争。不过，尼斯河两岸的分配，以及波美拉尼亚地区传统的海港—斯德丁/什切青归于德国或波兰，就成为主要问题。
西方盟国认为应该以东尼斯河为界，但斯大林拒绝让步，主张以西尼斯河为德波两国边界。
德国原本可以保留斯德丁；而一如波兰政府的要求，波兰可得到东普鲁士全境，连同柯尼斯堡。但最后，斯大林坚持由苏联占领柯尼斯堡，用作暖水军港；而波兰就应该获得什切青。流亡中的波兰政府“人微言轻”，只好言听计从，但就坚决要保留她的历史名城利沃夫。同样地，苏联拒绝，只愿意把包括布雷斯勞（今弗羅茨瓦夫）的下西里西亚交给波兰。巧合的是，利沃夫的波兰人后来大多移居到弗羅茨瓦夫和格但斯克。
波茨坦会议上，美国、英国与苏联确立将德国奥德河—尼斯河线以东的领土交予波兰。然后，和约将会签订，是否接受决定及会否改变边界的问题，也会一一解决。为了防止德国借着种族问题挑起纷争，所有居住在新旧波兰领土的德国人都会被驱逐。虽然波兰失去寇松线以东十八多万平方公里的领土，但得到约十一万平方公里、资源丰富、发展较好的德国东部领土。苏联得到东普鲁士北部——此地今为俄罗斯联邦的飞地加里宁格勒州。
盟国和苏联提出以奥德河—尼斯河为德国与波兰的边界，其中一个原因是：它是两国之间最短的可能边界，仅仅是472公里长，由今捷克东北部沿着奥德河直至波罗的海南岸，可以防止未来德国的侵略。其实，最终定下来的界线并未算是最大的改动。曾经有人建议把德国人从12世纪开始的东部迁徙时夺取的所有斯拉夫人聚居地全数归于波兰。倘若如此，波兰的西部界线可伸延到柏林周边的地区，用以包括现在德国的斯拉夫裔少数民族索布人地区。

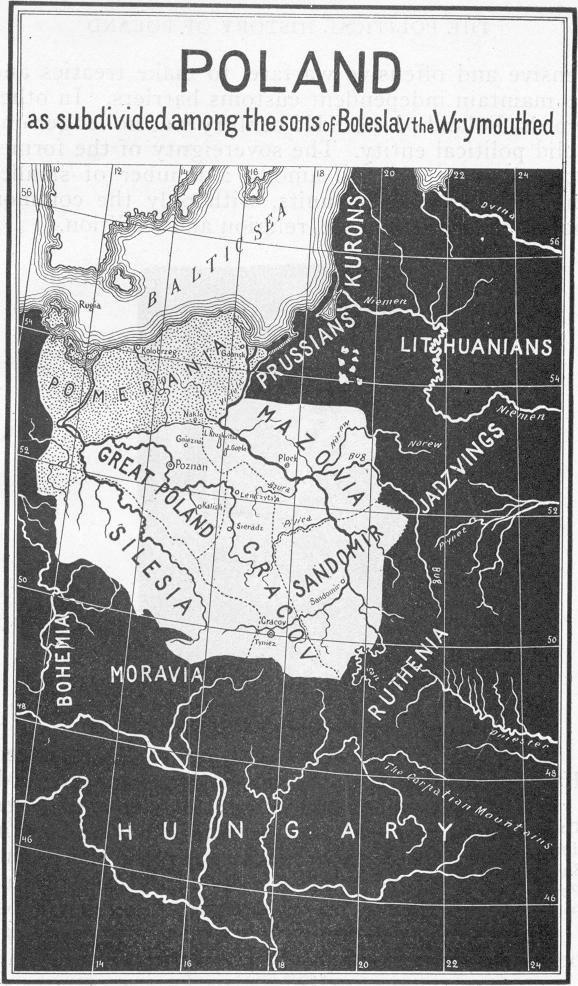
奥德河—尼斯河线与波兰中古时皮雅斯特王朝的边界相若，只是现代的边界略为向东移。

## 决定边界的始末
1943年末的德黑兰会议上，斯大林最先提出要把波兰边界西移；美国却对此毫无兴趣。英国外務大臣安东尼·艾登在日记写道：“现下的困难，是美国人很怕处理这种事。罗斯福的顾问哈里·霍普金斯觉得这是兵行险著。但我告诉他，考虑到蘇軍驻在波兰，如果我们搞不好这件事，这两国的关系很可能会变差，而选举又快到了。”
雅尔塔会议上，盟国再度讨论波兰问题。美国总统罗斯福表示，如果斯大林能宽厚对待波兰的东部领土，他就可以对国民“有所交待”。丘吉尔也认为苏联如能作此让步，会显出她的宽宏。他为流亡中的波兰政府发表声明，坚决要战后的波兰独立而自由。而斯大林就指出，流亡政府的总统斯坦尼斯瓦夫·米科瓦伊奇克知道波兰会得到什切青和尼斯河东岸，深感欣喜。丘吉尔反对，表示“如要波兰鹅吃那么多德国食物（领土），一定消化不下。如果过百万德国人被驱逐，而且有很多人是在红军来临之前逃走，那英国市民一定吃惊。”结果，波兰的西部界线留待波茨坦会议才决定。
在波茨坦，斯大林声称他的主张正确，基于波兰政府的要求，以及没有任何德国人仍在界线之东。杜鲁门总统的美军参谋长会议议长威廉·D·莱希悄悄对杜鲁门说：“红军说不定把他们都杀光了！”之后，苏联又承认的确还有最少一百万德国人仍在该地。1945年7月24日，几名波兰领导人出席会议，支持“奥德河—西尼斯河界线”（亦即实际上的奥德河—尼斯河线）；要求得到什切青作为对东欧的出口港。尼斯河与奥德河是当地的水源，而前者是后者的支流。如果其他人能控制二河，将可以封锁奥德河。

1945年，德國的新旧边界：紅、黃、藍、綠色者為四國佔領區；白色者為德國被割讓給波蘭及蘇聯的地區（圖中同為白色的薩爾保護領不在其中，該地由法國所管理）。

7月25日，杜鲁门与丘吉尔都反对波兰拥有占领区—这会令她成为英、美、法、苏四国以外，第五个占领德国的国家。他们也反对驱逐德国人的决定。斯大林则回应说，德国在数百年来杀害大量波兰人，波兰占领德国只是报仇而已。
但是，在7月29日，新任美国国务卿詹姆斯·伯恩斯向苏联表示美国愿意让步，让波兰占领奥德河与尼斯河以东领土，并不把该地作为苏联占领区，用以调整苏联对西部占领区所要求的赔款。如果德国保得住尼斯河东岸，她将有大约一半的西里西亚。虽然波兰向美国表示她会接受这项提议，但苏联又宣称波兰不接受。翌日，国务卿向苏联外长莫洛托夫表示美国不情愿地接受尼斯河西岸线。于是，英国的立场动摇。纵然英国外长欧内斯特·贝文反对提议，英国也惟有同意。
会议结束时，邱吉爾因为选举落败而没有在场。后来，他声言绝不会接受尼斯河西岸线。在他著名的铁幕演说中，他宣言：“在苏联的操控和煽动之下，波兰政府错误地大肆侵入德国领土。现在大量德国人被驱逐，简直是前所未见。” 

## 德国对界线的确认

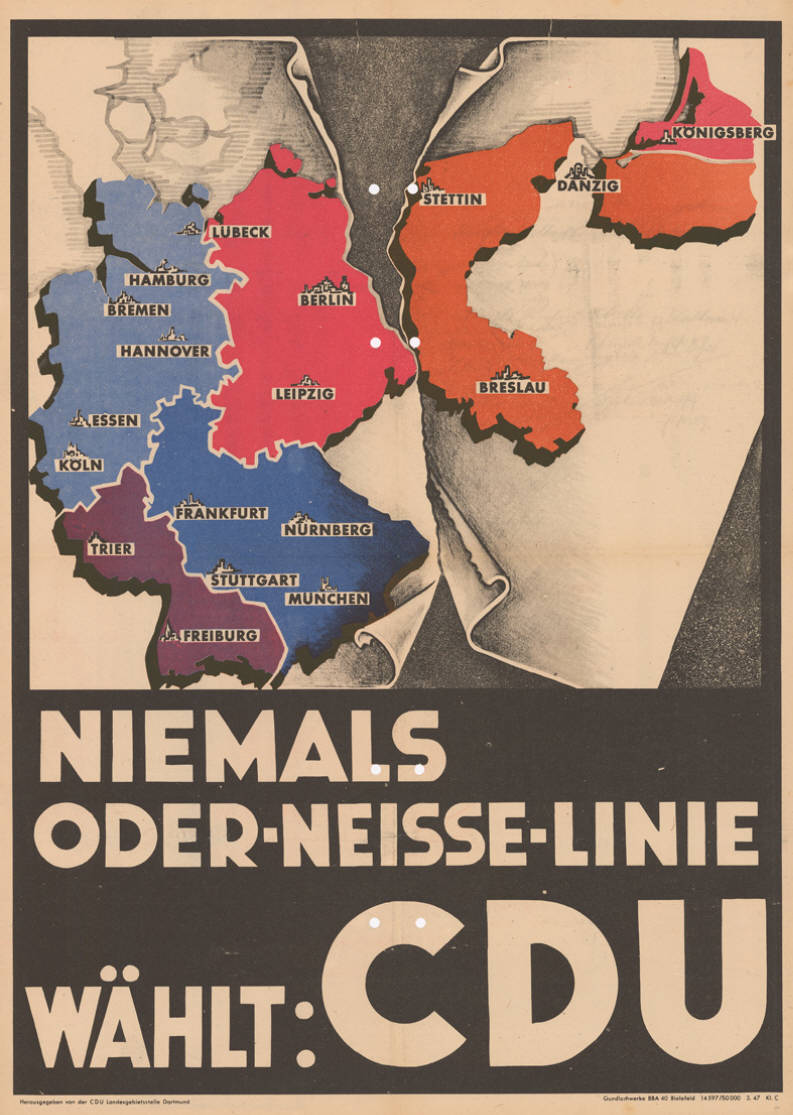
基民盟强烈反对基于奧得河－尼斯河線将德国东部割让给波兰以及苏联，图为1947年的北威州地方议会选举海报，上面的德语文字为“奧得河－尼斯河線绝不行，投基民盟一票”

1950年，东德与波兰政府签署《兹戈热莱茨条约》（茲戈熱萊茨乃今波兰下西里西亚省城市，详见格尔利茨），确认奥德河—尼斯河线，把它称为“和平友好的界线”。1989年，两国确认海上边界。
1952年，斯大林以确认界线为条件，容许德国再度统一，但西德总理康拉德·阿登納因数个理由而拒绝。
总共有1200万德国人因界线订立而被驱逐，大部分人都去了西德。所以，对他们来说，确认边界是绝不能接受的。其实，基于哈尔斯坦主义，西德认为只有联邦德国政府可以代表整个基于1937年领土的德国，不承认苏占区成立的民主德国的合法性，以及苏联和波兰人民共和国对德国东部领土的占领。西德总理維利·勃蘭特上台后主张「东方政治」，改善与東歐共產主義國家的關係，令西德的态度渐渐改变。1970年，西德与苏联和波兰分别签署了《莫斯科条约》及《华沙条约》，承认奥德河—尼斯河线是波兰的实际边界。以后，被驱逐的德国东部居民就可以探访失地。
1990年11月14日，統一後的德国与波兰签署《德波邊界條約》，确立边界。在之前，德国修改《基本法》，把关于德国统一、可用来讨回东方失地的《基本法》第二十三条更改，表明在兩德完成統一後不再有領土申索。当时的德国总理赫尔穆特·科尔最初拒绝承认德国与波兰之边界。结果，其他国家付出不少外交上的努力，才令德国同意最后的解决方案。
现在，仍有大约十五万德意志人住在波兰——大部分在奧波萊省，其他人就在西里西亚与馬祖里等地。一百五十万波兰人就在德国，他们是新移民或是世代居住在德国。有些波兰移民根本是德意志人，只是在后期才由原本的德国领土移民过来而已。
1991年6月17日两国签署一条“友好邻国条约”，确保两国人民在双方的领土内，拥有基本政治与文化的权利。它在1992年1月16日与1990年的条约同时生效。但是，很多少数族裔的文化、政治的权利，仍未得到两国承认。其中，不少奥波莱省的德裔居民取得德国国籍，可以在西欧的欧盟成员国自由工作。

## 現今邊界線的歷史相似性
西元962年神聖羅馬帝國建立，其建國時國家東部邊界線與現今奧得河—尼斯河線相似。

神聖羅馬帝國領土範圍